# Estádio Edvaldo Costa Santos
O Estádio Municipal Edvaldo Costa Santos, apelidado de Estádio de Itinga, é um estádio de futebol localizado no bairro de Itinga, no município de Lauro de Freitas, estado da Bahia, e possui capacidade para 1.000 espectadores. Foi reinaugurado em 21 de maio de 2016, como novos pisos e pastilhas nas áreas internas, alambrado ampliado, rede de proteção, espaço para imprensa, seis vestiários com climatização e sede nova para administração.